# اخاورا اپازیلا
round 1}}
| مختصات = {{coord|23|52.998
اخاورا اپازیلا (به لاتین: Akhaura Upazila) یک سکونتگاه مسکونی در بنگلادش است که در ناحیه برهمن‌بریه واقع شده‌است.

## خصوصیات
اخاورا اپازیلا ۹۹٫۲۸ کیلومترمربع مساحت و ۱۱۲٬۹۸۲ نفر جمعیت دارد.